# Stadler Tango
Lo Stadler Tango è un tram a pianale rialzato o parzialmente ribassato prodotto dalla Stadler Rail a partire dal 2004. È usato sulle reti di Lione, Bochum, Ginevra, San Gallo e, in una versione modificata, Basilea.